# Рябінін-Скляревський Олександр Олександрович
Олександр Олександрович Рябінін-Скляревський (11 травня (24 травня) 1878, Костромська губернія, Російська імперія — 10 березня 1942, Свердловська область, РРФСР, СРСР) — український військовик та історик-архівіст, співробітник Одеського Історичного Архіву й Історичної Секції ВУАН. Росіянин. 1-й генерал-квартирмейст штабу Дієвої армії УНР (1918—1919).

## Життєпис
Походив з дворян Ярославської губернії. Народився 11 (24 за новим стилем) травня 1878 року у містечку Салігалич неподалік Костроми. Навчався у реальному училищі.
1897 року вступив до Казанського юнкерського училища, яке закінчив у 1899 році. Встиг послужити командиром взводу, напівроти, ротним.
1903 року капітанові Рябініну вдалося вступити до Миколаївської Академії Генерального Штабу у Санкт-Петербурзі. З початком російсько-японській війни писав рапорт про відкомандирування його до району бойових дій. Під кінець травня 1904 року він отримав призначення до 4-го Сибірського корпусу, що розташовувався в Маньчжурії. 1 червня Рябінін вирушив на війну як офіцер з інженерного забезпечення при штабі 7-го Красненського піхотного полку.
6 вересня 1905 року із Маньчжурії виїхав до Петербурга для продовження навчання в Академії. Здобуття вищої військової освіти продовжувалось до 1908 року, паралельно Олександр Олександрович навчається в Петербурзькому археологічному інституті, де опановує історичну науку.
Після закінчення Академії штабс-капітана Рябініна направили до Одеси — командиром роти 59-го Люблінського полку.
Невдовзі здібного офіцера запросили до праці у Генеральному Штабі. Викладає у декількох навчальних закладах та пише наукові праці з військової історії.
1911—1912 року Рябінін-Скляревський служив у Волинській губернії.
З початком Першої Світової війни Рябінін-Скляревський знову вирушає на фронт як штаб-офіцер з особливих доручень при штабові одного з корпусів (ймовірно, 26-го піхотного). У ході війни Олександр Олександрович уже отримав чин полковника й став командиром 169-го Новотроїцького полку, а 1917 року був підвищений у званні до генерала.
З розвитком революційних подій, після постання Української Народної Республіки зголосився до служби в Українській армії: з грудня 1917 по лютий 1918 року виконував обов'язки начальника штабу 26-го корпусу.
На Румунському фронті за наказом Військового секретаріату Центральної Ради зібрав вояків-українців із залишків дивізій російської армії та перевіз їх на Полтавщину для формування українських військових частин, після чого деякий час (до 1920 року) служив уповноваженим Штабу армії УНР.
Звільнившись з військової служби, оселився з дружиною в Одесі. У 1920 році працював службовцем Всеукраїнського товариства допомоги жертвам інтервенції, а з 1921 року — співробітником Одеського краєвого та відомчих архівів.
Деякий час викладав історію в Одеському інституті народної освіти, Артилерійській школі. Але головним зацікавленням залишалось вивчення архівних документів та наукова робота. Праці Рябініна-Скляревського дедалі більше друкуються в газетах, наукових журналах (зокрема, «Україна», «Летопись революции», «Життя і революція», тощо).
З 1923 року, коли в Одесі організувалась Краєзнавча комісія, Олександр Олександрович став її співробітником, а з 1925 — секретарем соціально-історичної секції Комісії. Спільна наукова праця зумовила творчі контакти з відомими одеськими науковцями: С. Дложевським, Р. Волковим, Є. Трифільєвим, М. Слабченком, Б. Комаровим, К. Копержинським, А. Музичкою та багатьма іншими. Думається, що певне знайомство мало бути в Рябініна-Скляревського з Доротеєю Атлас, однією з найвідоміших зараз істориків Одеси, автором книги «Старая Одесса, ее друзья и недруги», адже, як і Рябінін-Скляревський, вона теж від початку роботи Комісії входила до її складу.
Протягом 1920-х років вчений активно займався дослідницькою роботою. Він уважався одним з найкращих спеціалістів з архівної справи в Одесі, брав активну участь в їх упорядкуванні.
1926 року працював у комісії по передачі матеріалів музеїв та бібліотек до архіву. Часто його прохали допомогти в роботі з архівними документами іноземним науковцям.
1931 року його заарештовує ДПУ у зв'язку з діяльністю так званої «Одеської контрреволюційної військово-офіцерської організації» та справою СВУ. Протягом 9 місяців Рябінін-Скляревський перебував під слідством, а головним доказом його вини були бойові нагороди часів Першої Світової. Цього разу історика звільнили за відсутністю доказів. Після даного випадку у вченого не лише значно погіршилося здоров'я, а й виникли проблеми з роботою та науковою діяльністю. Публікації його стають підкреслено нейтральними, головним чином бібліографічного напряму.
Проте у 1937 році, у часі наймасштабніших репресій, вченого знову заарештували. Саме тоді розгорталась кримінальна справа «Антирадянської німецької організації викладачів Одеського педагогічного інституту». На підставі контактів Рябініна-Скляревського зі згаданим Ґ. Ляйббрандтом, використавши свідчення одного з викладачів інституту Міквіца, архівіста звинуватили у шпигунстві на користь польської та німецької розвідок. Начебто з допомогою Рябініна-Скляревського контрреволюціонери отримували матеріали з архівних фондів німецької окупаційної влади. За статтею 54-1а Олександра Олександровича засудили до 10 років виправних робіт у таборах.
Помер 10 березня 1942 року у Північно-Уральському виправному трудовому таборі (системи ГУЛАГ), що розташовувався на території Свердловської області (нині — Єкатеринбурзька область Російської Федерації). Реабілітований у 1968 році.

## Науковий доробок
Автор численних праць з історії України XVIII—XIX століть, зокрема з історії українського національно-революційного руху другої половини XIX століття та з історії Задунайської Січі. Головні праці:
- «Одеська Громада 1870-их pp.» («Україна», V, 1926),
- «Київська Громада 1870-их pp.» («Україна», I—II, 1927),
- «З революційного українського руху 1870—80-их pp. Єлисаветградський гурток» («Україна», IV, 1927),
- «З життя Одеської Громади 1880-их pp.» («За сто літ», IV, 1929).
- «Запорізькі бунти Дунайців 1771–1774 і початок Задунайського Коша» («Наук. Зб. Іст. Секції за 1927 p.»),
- «Задунайська Січ у нар. переказах і в письменстві» («Наук. Зб. Іст. Секції за 1928 p.»),
- «Кінець Задунайської Січі» («Україна», IX, 1929) та ін.

## Посилення
- Савченко В. А.  — Рябінін-Скляревський (Рябінін) Олександр Олександрович (1878—1942)
- А.Рябинин-Скляревский: биография и статья о Запорожской Сечи 2000 (рос.)